# CSM Roman
CSM Roman er en rumænsk kvindehåndboldklub fra byen Roman i Rumænien. Klubben holder til i Polyvalent Hall.

## Holdet 2017-18
| Målvogtere - 12 Andreea Polocoșer - 16 Viktoriya Tymoshenkova - 22 Tereza Pîslaru - 90 Diana Petrescu Fløjspillere - 05 Lăcrămioara Cîlici - 07 Ana Maria Popa - 09 Oana Chitacu - 77 Ana Maria Simion Stregspillere - 23 Alexandra Iovănescu - 55 Ionela Simion | Bagspillere LB - 15 Teja Ferfolja - 86 Ana Miriam De Sousa - 99 Anca Polocoșer CB - 02 Loredana Vartic - 17 Carmen Stoleru (C) RB - 08 Mihaela Stănciulescu - 20 Jasna Boljević |